# Verdun, Meuse
Verdun (do 1970 Verdun-sur-Meuse) je mesto in občina v severovzhodni francoski regiji Loreni, podprefektura departmaja Meuse. Leta 1999 je mesto imelo 19.624 prebivalcev, 2019 pa le še 17.000.

## Geografija
Kraj leži v severovzhodni Franciji ob reki Meuse. S skoraj 20.000 prebivalci je največji kraj v departmaju.

## Administracija
Verdun je sedež treh kantonov:
- Kanton Verdun-Center (del občine Verdun, občini Belleray, Dugny-sur-Meuse: 6.285 prebivalcev),
- Kanton Verdun-Vzhod (del občine Verdun, občine Ambly-sur-Meuse, Belrupt-en-Verdunois, Dieue-sur-Meuse, Génicourt-sur-Meuse, Haudainville, Rupt-en-Woëvre, Sommedieue: 8.653 prebivalcev),
- Kanton Verdun-Zahod (del občine Verdun, občina Sivry-la-Perche: 11.204 prebivalci).

Mesto je prav tako sedež okrožja, v katerega so poleg njegovih vključeni še kantoni Charny-sur-Meuse, Clermont-en-Argonne, Damvillers, Dun-sur-Meuse, Étain, Fresnes-en-Woëvre, Montfaucon-d'Argonne, Montmédy, Souilly, Spincourt, Stenay in Varennes-en-Argonne s 83.953 prebivalci.

## Zgodovina
Verdun (antični Verodunum) so po imenu sodeč ustanovili Kelti (dunum - oppidum). Od 4. stoletja dalje je bil z manjšimi prekinitvami sedež škofije. Leta 843 je bil v njem podpisan sporazum, s katerim je bilo Frankovsko cesarstvo razdeljeno na tri dele. Verdun je pripadel Lotaringiji, kasnejšemu Svetorimskemu cesarstvu, ko mu je bil dodeljen tudi status svobodnega cesarskega mesta. Verdunska škofija je skupaj s škofijami v Toulu in Metzu oblikovala provinco Treh škofij, katera je v letu 1552 postala del Francije, priznana z Vestfalskim mirovnim sporazumom 1648. Za časa Ludvika XIV. je bila v njem pod nadzorstvom slavnega graditelja Vaubana zgrajena trdnjava.
Verdun je bil med prvo svetovno vojno prizorišče hudih bojev med Francijo in Nemčijo, ki so zahtevali ogromno število žrtev na obeh straneh.

## Znamenitosti
- gotska katedrala Notre-Dame iz leta 990, francoski zgodovinski spomenik,
- La tour Chaussée,
- Le musée de la Princerie (arheologija, srednjeveške skulpture, fajanse),
- v spomin na bitko:
  - podzemeljska utrdba,
  - svetovno središče miru,
  - spomenik zmage,
  - trdnjavi Vaux in Douamont,
  - kostnica Douamont
  - Verdunski spomenik Le mémorial de Verdun et le village de Fleury (v spomin na razrušeno vas Fleury-devant-Douamont, vojake in civilno prebivalstvo.

## Pobratena mesta
Verdun ni pobraten z nobenim drugim krajem; sklep o tem je bil sprejet v občinskem svetu že naslednji dan po koncu prve svetovne vojne, da se ne bi ustvarilo diskriminacije proti številnim mestom, potencialnim kandidatom za status pobratenega mesta.